# Cerebro Matrioshka
Un cerebro Matrioshka es una megaestructura hipotética de inmensa capacidad computacional propuesta por Robert Bradbury sobre la base de la Esfera de Dyson. Es un ejemplo de un motor estelar de clase B, que emplea la producción completa de energía de una estrella para conducir sistemas computacionales. 
El concepto se deriva de la Matrioshka o muñeca rusa.

## Concepto
El término "cerebro matrioshka" fue creado por Robert Bradbury como un alternativo al "cerebro de Júpiter" —un concepto similar al de cerebro matrioshka, pero en una escala planetaria menor y optimizado para una mínima señal de retraso de propagación. El diseño de un cerebro matrioshka está enfocado en capacidad pura y la máxima cantidad posible de energía extraída de su estrella fuente, mientras que un cerebro de Júpiter está más enfocado a la velocidad computacional.
Una estructura así estaría compuesta de al menos dos, aunque generalmente más, Esferas de Dyson construidas alrededor de una estrella, y anidadas una dentro de otra. Un porcentaje significante de los componentes estaría compuesto de computadoras a nanoescala. Estas computadoras serían al menos parcialmente alimentadas por el intercambio de energía entre la estrella y el espacio interestelar. Un componente absorbería energía radiante hacia su superficie interior, utilizaría esa energía para alimentar sus sistemas computacionales, y volvería a radiar la energía hacia afuera. Las computadoras a nanoescala de cada componente estarían diseñadas para funcionar a diferentes temperaturas. Los componentes en el núcleo podrían estar casi tan calientes como la estrella central, mientras que la última capa del cerebro matrioshka podría estar casi tan fría como el espacio interestelar.[cita requerida]
El mecanismo ideal para extraer energía usable mientras pasa "a través" de un componente, el número de componentes (o niveles orbitales) que podrían ser soportados de una manera, el tamaño ideal de los componentes para ser construidos, y otros detalles, son objeto de especulación.[cita requerida]
La idea del cerebro matrioshka no rompe ninguna ley de la física, aunque los detalles de construir dicha estructura serían asombrosos ya que el proyecto requeriría "desarmar" porciones significativas de todo el sistema planetario de la estrella para los materiales de construcción.[cita requerida]

## Usos posibles
Los usos posibles de tal inmensa fuente computacional son casi infinitos. Una idea sugerida por Charles Stross en su novela Accelerando, sería usarla para correr simulaciones perfectas o transferencias de mentes humanas a espacios de Realidad virtual soportados por el cerebro Matrioshka. Stross incluso sugiere que una especie suficientemente poderosa que tenga suficiente poder de proceso podría lanzar ataques contra la estructura misma del Universo.
En Godplayers (2005), Damien Broderick conjetura que un cerebro Matrioshka permitiría simulaciones entre universos alternos.
El autor futurista y transhumanista Anders Sandberg escribió un ensayo que especula sobre las implicaciones de computarizar a escala masiva como el cerebro Matrioshka, publicado por el Institute for Ethics and Emerging Technologies.
Una nueva clase completa de problemas transcomputacionales requeriría (al menos) computadoras de tamaño planetario y eones para solucionarlos.

## Comentario
El concepto fue desplegado por su inventor, Robert Bradbury, en la antología Year Million: Science at the Far Edge of Knowledge, y atrajo interés de lectores de Los Angeles Times y del Wall Street Journal.
La idea de dispositivos computacionales inmensamente poderosos fue discutida en un ensayo por Nick Bostrom en The Philosophical Quarterly. Bostrom especula que si los humanos deliberadamente evolucionaran a una etapa poshumanista la especie correría simulaciones computacionales masivas antes de cada etapa usando máquinas como el cerebro matrioshka. Además, Bostrom especula que los humanos pueden ser actores en una simulación masiva computacional.
Raymond Kurzweil menciona el concepto varias veces en su libro La Singularidad está cerca (2005), siguiendo un pensamiento similar. Él dice que la existencia dentro de una simulación computacional sería tan "real" como en la biósfera convencional - si se pudiera hacer la distinción. Un artículo de la Sociedad Interplanetaria Británica también discutió el tema en abril de 2003.